# Řikonín
Řikonín (en allemand : Rikonin) est une commune du district de Brno-Campagne, dans la région de Moravie-du-Sud, en République tchèque. Sa population s'élevait à 49 habitants en 2020.

## Géographie
Řikonín se trouve à 9 km à l'ouest-nord-ouest de Tišnov, à 29 km au nord-ouest de Brno et à 157 km au sud-est de Prague.
La commune est limitée par Újezd u Tišnova au nord et à l'est, par Kuřimské Jestřabí et Kuřimská Nová Ves au sud, et par Lubné et Žďárec à l'ouest.

## Histoire
La première mention écrite de la localité date de 1230.